# GPR137B
GPR137B, G protein-spregnuti receptor 137B, je protein koji je kod čoveka kodiran GPR37B genom. Izražavanje GPR137B receptora je povećano tokom razvoja bubrega.

## Literatura
1. ↑  Spangenberg C, Winterpacht A, Zabel BU, Löbbert RW (1998). „Cloning and characterization of a novel gene (TM7SF1) encoding a putative seven-pass transmembrane protein that is upregulated during kidney development”. Genomics. 48 (2): 178—85. PMID 9521871. doi:10.1006/geno.1997.5170.